# Gamma-uil

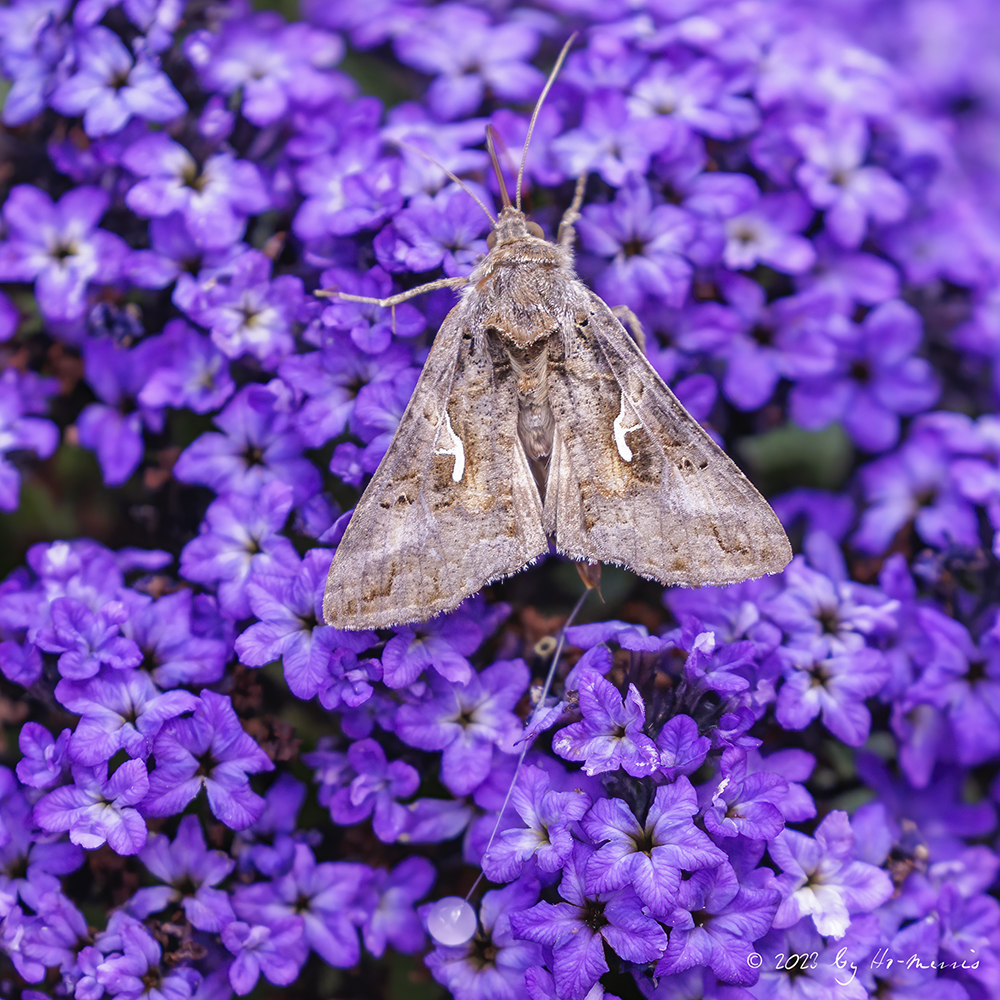
Gamma-uil zette net ei af.

De gamma-uil (Autographa gamma) of gammavlinder is een kleine bruine uilvlinder. Het is een nachtvlinder die zowel dagactief als nachtactief is. Rust vaak op de vlinderstruik tijdens de schemering.

## Kenmerken
De vlinder is goed te herkennen doordat hij in het midden van de voorvleugel een duidelijk geelwit gammateken toont. De opening van het teken is belangrijk: deze is bij de gamma-uil wijd en trechtervormig. Dit in onderscheid met sterk lijkende, maar iets bontere donkere jota-uil, die een smalle V-vormige tekening heeft. De gamma-uil heeft ook de bijnaam pistooltje, omdat de gammavormige tekening ook gelijkenis met een pistool heeft.

## Voorkomen
De vlinder komt overal voor waar nectarrijke bloemen te vinden zijn. In Nederland en België is de gamma-uil een trekvlinder. De soort is waar te nemen van april tot en met oktober. De vlinders trekken in het voorjaar vanuit het Middellandse Zeegebied naar het noorden en koloniseren Midden- en Noord-Europa. In Nederland kunnen in augustus en september in sommige jaren grote populaties ontstaan. Een deel van de vlinders trekt in september en oktober weer naar het zuiden. De gamma-uil is niet in staat in de Lage Landen te overwinteren, hoewel een enkel geval van overwintering bekend is in verwarmde plantenkassen.

## Levenscyclus
Een gamma-uil zet ongeveer 260 eieren af. Ze worden afgezet op de bovenkant van het blad van de waardplant, zijn wit van kleur, halfbolvorming en diep geribbeld. Na circa tien dagen kruipen de rupsen uit de eieren. Zevenentwintig dagen later zullen ze zich verpoppen. De pop is aanvankelijk groen maar verkleurt langzaam naar zwart. Na weer negentien dagen kruipen de vlinders uit de pop en begint de levenscyclus opnieuw. De levenscyclus van de gamma-uil rups  duurt gemiddeld 56 dagen. Per jaar zijn er twee tot drie levenscycli.

## Rups
De rups heeft twee paar buikschuivers, is tot 40 mm lang en wordt naar voren toe iets smaller. Bij de kop zit aan beide zijden en zwarte streep. De rups is lichtgroen met smalle lichte rugstrepen en aan beide zijden langs de stigmata (openingen van het luchtkanaal) een iets bredere witte streep. De verpopping vindt plaats in een witachtig, los spinsel. De aanwezigheid van rupsen is te zien aan donkergroene uitwerpselen aan de onderzijde van het blad. 
|  |  |

## Levenswijze en waardplanten
In tegenstelling tot veel soortgenoten vliegen gamma-uilen ook overdag. Ze brengen veel tijd door op bloemen en zijn soms in grote aantallen te vinden in klavervelden. 's Avonds komen zij ook wel op kunstlicht af. Ze planten zich gedurende de zomermaanden ook in noordelijke streken voort. De rupsen van de gamma-uil zijn polyfaag en leven van de bladeren van een groot soorten. Het blad van commercieel geteelde bietenplanten is een van hun foerageerplaatsen. Hier veroorzaken zij onregelmatige gaten in de bladeren en skeletvraat. In de landbouw wordt deze bij meer dan 30% wegvraat bestreden met landbouwgif als deltamethrin. Dit werkt alleen op rupsen, maar niet op vlinders, eieren en poppen. Als te laat wordt gespoten en de rupsen al verpopt zijn, dan kan een bespuiting met pyrethroïden alleen maar negatieve gevolgen hebben op de natuurlijke vijanden en daarmee later leiden tot meer problemen met bladluizen voor de boer en schaadt dit de biotoop. Natuurlijke vijanden van de rups van de gamma-uil zijn onder andere de groene gaasvlieg (Chrysoperla carnea) en de roofwantsen Anthocoris nemoralis, Macrolophus caliginosus en Orius spp. Bij weinig wegvraat en wisselteelt is het gebruik van landbouwgif vaak onnodig.

## Verwante soorten
De gamma-uil behoort tot de onderfamilie Plusiinae en de familie Noctuidae (uilvlinders). In Nederland komt nog een aantal andere Autographa-soorten voor, namelijk:
- Autographa pulchrina (donkere jota-uil)
- Autographa jota (jota-uil)
- Autographa bractea (zilvervenster)

De zilvervenster is in Nederland een betrekkelijk zeldzame trekvlinder. De overige twee soorten gelden als standvlinders.